# Prolaz Marie-Galante
Prolaz Marie-Galante (fra. Canal de Marie-Galante) je tjesnac u Karibima. Odvaja otok Marie-Galante od otoka Guadeloupe i Îles des Saintes.